# Analiza morfologiczna
Analiza morfologiczna to jedna z metod która łączy w sobie pierwiastek intuicyjny i analityczny. Jest to metoda kombinatoryczna stanowiąca swoisty symulator wyobraźni. Metoda ta została stworzona przez Szwajcara Fritza Zwicky'ego (1898-1974). Opracował on w latach 1938-1948 podstawy analizy morfologicznej podczas prowadzonych w Azusa w Kalifornii badań rozwojowych w dziedzinie rakiet. Po raz pierwszy określenie analiza morfologiczna zostało użyte przez Zwicky'ego podczas odczytu wygłaszanego w Uniwersytecie Oksfordzkim w maju 1948 roku.